# Zastava (podjetje)
Zastava (poprej Závodi Cŕvena zástava - srbsko Zavodi Rdeča zastava) je bila državno podjetje, zatem pa  družba s sedežem v srbskem Kragujevcu. Znana je bila po proizvodnji vozil in orožja ter je bila med največjimi v nekdanji SFRJ. 

## Zgodovina
Metalurgija ima v Kragujevcu dolgo tradicijo in sega v čase, ko je dal knez Aleksander Karađorđević iz Beograda v Kragujevac preseliti livarno, za ustanovitev podjetja pa se šteje leto 1853, ko je bil vlit prvi top. Podjetje je leta 2008 prenehalo s proizvodnjo vozil. Družba Zastava Arms v enem delu nekdanjega tovarniškega kompleksa v Kragujevcu opravlja proizvodnjo orožja.
Nova družba Fiat Automobili Srbija je prevzela proizvodnjo in prodajo vozil, po obsežni prenovi proizvodnje in reorganizaciji.

## Modeli avtomobilov
|    | slika | model                              | kratek opis           |
| -- | ----- | ---------------------------------- | --------------------- |
| 1. |       | Zastava 600, 750, 850 (fičo)       | proizvodnja 1960-1985 |
| 2. |       | Zastava 1300                       | proizvodnja 1961-1979 |
| 3. |       | Zastava 101                        | proizvodnja 1971-1980 |
| 4. |       | Zastava AR 51/55 / Fiat Campagnola |                       |
| 5. |       | Zastava 126 PGL                    | proizvodnja 1973-1992 |
| 6. |       | Zastava 128 / Zastava Skala 55     | proizvodnja 1981-2008 |
| 7. |       | Zastava Jugo / Yugo (zastava 102)  | proizvodnja 1980-2008 |
| 8. |       | Yugo Florida                       |                       |
| 9. |       | Zastava 10                         |                       |

## Modeli kombiniranih vozil
|    | slika | model         | kratek opis |
| -- | ----- | ------------- | ----------- |
| 1. |       | Zastava 1100T |             |
| 2. |       | Zastava 435 K |             |
| 3. |       | Zastava 850AF |             |
| 4. |       | Zastava 850AT |             |

## Modeli dostavnih / tovornih vozil
|    | slika             | model                   | kratek opis |
| -- | ----------------- | ----------------------- | ----------- |
| 1. | [[Slika:\|150px]] | Zastava 615             |             |
| 2. |                   | Zastava 620             |             |
| 3. |                   | Zastava 635             |             |
| 4. |                   | Zastava 640 (645)       | (1972-1987) |
| 5. |                   | Zastava Turbo Zeta      | (1988-2012) |
| 6. |                   | Zastava New Turbo Rival |             |
| 7. |                   | Zastava EuroZeta        | (2012-      |
| 7. |                   | Zastava (IVECO) Daily   |             |